# Долгая Поляна (заказник)
Долгая Поляна (тат. Озын Алан) — государственный природный заказник регионального значения комплексного профиля в Татарстане. Расположен неподалёку от одноимённого села в Тетюшском районе.

## Общие сведения
Заказник «Долгая Поляна» располагается на возвышенной равнине в водоразделе Волги и Свияги, входящей в состав Приволжской возвышенности. Абсолютные высоты составляют 180—220 м. Общая площадь территории — 406,09 га.
Заказник считается примером редкого сочетания историко-архитектурного и природного наследия.

## История создания
В 1870-е годы в деревне Долгая Поляна началось обустройство усадьбы помещиков Молоствовых. Вместе с усадебными постройками стали появляться первые зелёные насаждения. А в 1899 году Владимир Молоствов (1859—1918), будущий последний хозяин усадьбы, заключил брак с 26-летней дочерью казанского действительного статского советника Елизаветой Бер и задумал разбить парк, посвящённый ей. Начало парку положили две лиственничные аллеи, высаженные к приезду молодой жены в поместье. Основные ландшафтные работы стали вестись с 1903 года, когда Владимир Молоствов вступил в наследство. В парке были высажены как традиционные для Среднего Поволжья, так и редкие растения.
В 1907 году Молоствовы построили каменный дом, выполненный в стиле эклектики. Новый дом на холме стал центральным объектом усадьбы. На склоне холма был разбит яблоневый сад и обустроен каскад прудов, в которых разводили форель.
Молоствовы организовали на территории усадьбы школу для крестьянских детей, где преподавала сама хозяйка, а также винный заводик. Кроме того, хозяева усадьбы предпринимали попытки добывать нефть, однако организовать производство в промышленных масштабах не удалось.
После Октябрьской революции и усадьба, и парк были национализированы. Однако Елизавете Молоствовой было разрешено остаться в усадьбе и заниматься фенологическими наблюдениями. В советское время в каменном особняке размещались различные организации: школа коммунистической молодёжи, Дом творчества и отдыха писателей, детский туберкулёзный санаторий, детский дом, дом инвалидов, пионерский лагерь «Чайка».
В 2000 году на территории бывшей усадьбы был организован историко-архитектурный и природный парк «Долгая Поляна», в 2004 году преобразованный в государственный природный заказник регионального значения комплексного профиля.
За туристический сезон 2019 года комплекс посетили 40 тысяч отдыхающих.

## Описание

### Особняк Молоствовых
Двухэтажное каменное здание, прямоугольное в плане, выполнено в стиле эклектики с элементами псевдоготики и внешне напоминает средневековый замок в миниатюре. Первый этаж отделан рустовкой, второй — пилястрами. Высота потолков составляет почти 4 м. Левый торцевой фасад выполнен в виде башенки под шатровой крышей.
На второй этаж ведёт деревянная лестница с резными перилами, сохранившаяся до наших дней. Внутри отреставрирована часть убранства: дубовый паркет, каменные камины. В одной из комнат обустроена экспозиция, посвящённая Владимиру Молоствову.

### Флора
Усадьбу окружают леса из дуба, клёна, вяза, ясеня. В подлеске произрастают лещина, рябина, калина, вишня, слива, шиповник. До наших дней сохранились как реликтовые комплексы растительности, так и высаженные Молоствовыми яблоневые сады. На территории заказника присутствуют редкие и исчезающие виды растений и животных, занесённые в Красную книгу Республики Татарстан.
Один из наиболее ценных объектов флоры — ель сибирская, привезённая с Горного Алтая и посаженная в 1887 году хозяином усадьбы Германом Владимировичем Молоствовым в честь тридцатой годовщины свадьбы с Антониной Таврионовной. Высота дерева превышает 30 м. В 2012 году дерево первым в России получило статус памятника живой природы.
Из краснокнижных травянистых растений представлены венерин башмачок настоящий, лопух дубравный, звездчатка Бунге, стальник полевой.

### Фауна
Из позвоночных животных на территории заказника отмечены 22 вида млекопитающих, 87 — птиц, 3 — пресмыкающихся, 2 — земноводных. В Красную книгу РТ занесены: из млекопитающих — большой тушканчик; из птиц — дрофа, полевой лунь, орлан-белохвост, большой подорлик, скопа, зелёный дятел, седой дятел, обыкновенный зимородок, лесной жаворонок; из пресмыкающихся — обыкновенная гадюка, обыкновенная медянка, ломкая веретеница. Отмечаются заходы бурого медведя.
Заселённость почвы беспозвоночными животными, среди которых преобладают дождевые черви, составляет 90 экз./м². Из насекомых в Красную книгу РТ занесены: из жесткокрылых — жук-олень, жук-носорог, майка синяя, скакун полевой; из чешуекрылых — златоглазка перламутровая, махаон, адмирал, бархатница дриада, пестроглазка галатея, многоцветница v-белое, ленточник тополёвый; из перепончатокрылых — шмель йонеллюс, люцерновая пчела-листорез.

## «Аномальная зона»
Недалеко от берега Волги среди леса присутствуют две поляны, о которых распространяется мистическая информация, будто они считаются «аномальными зонами». Сообщается, что на них не приживаются саженцы деревьев и происходят сбои в работе различных приборов. В то же время утверждается, что пребывание в аномальной зоне оказывает положительное воздействие на настроение и общее состояние.
Кроме того, существует легенда о призраке Елизаветы Молоствовой, последней владелицы усадьбы. Призрак якобы является в виде либо женской фигуры, либо голубя.